# Белорусская АЭС
Белорусская АЭС (бел. Беларуская атамная электрастанцыя, БелАЭС) — первая атомная электростанция (АЭС) типа АЭС-2006 в Беларуси.
АЭС расположена у северо-западной границы Беларуси, в треугольнике между агрогородками Ворняны, Гервяты и Михалишки, в 18 километрах от города Островец Гродненской области, в 40 км от столицы Литвы — Вильнюса. Физический запуск первого блока АЭС состоялся в августе 2020 года. Официальный запуск первого блока Белорусской АЭС состоялся 7 ноября 2020 года с участием А. Лукашенко. Лицензия на промышленную эксплуатацию первого энергоблока выдана 2 июня 2021 года. 10 июня первый энергоблок БелАЭС был введён в промышленную эксплуатацию. Ежедневный объём производства электроэнергии первым энергоблоком БелАЭС составляет около 27—27,5 млн кВт⋅ч при общем объёме производства в белорусской энергосистеме порядка 95 млн кВт⋅ч. 13 мая 2023 года состоялось первое включение в сеть второго энергоблока, а 19 мая — официальная церемония его запуска.
Основной партнёр Беларуси в проекте по строительству АЭС — российская компания «Атомстройэкспорт»; Россия предоставила Беларуси кредит на строительство на сумму 10 млрд долларов и сроком на 25 лет. На 1 марта 2021 года из них было использовано 4,7 млрд долларов. Строительство АЭС обошлось Беларуси в 5,36 млрд долларов.

## Участники проекта
- Генеральный проектировщик: Нижегородский Атомэнергопроект (НИАЭП Архивная копия от 6 марта 2019 на Wayback Machine)
- Изготовитель реактора и парогенераторов: Атоммаш (Волгодонск).
- Научный руководитель Институт имени Курчатова (Москва)
- Изготовитель турбины — Силовые машины
- В качестве субпоставщиков выступают белорусские производственные организации.

## Строительство

### Проектирование
Первый ядерный реактор в Беларуси был построен в посёлке Сосны под Минском.
Проект строительства Белорусской АЭС впервые рассматривался в конце 1960-х — начале 1970-х годов. Предлагалось построить её на берегу озера Снуды в Браславском районе Витебской области или у посёлка Брожа в Бобруйском районе Могилёвской области. В 1971 году ЦК КПСС и Совет Министров СССР поддержали строительство АЭС на Снудской площадке, но в следующем году Минэнерго и Минсредмаш СССР добились переноса на более благоприятную с геологической и экономической точек зрения площадку на литовском берегу озера Дрисвяты, где построили Игналинскую АЭС. 
В конце 1970-х — 1980-х годах рост потребностей в электроэнергии вновь сделал актуальным вопрос о строительстве АЭС. Рассматривались варианты её размещения в Берёзовском и Столинском районах Брестской, Рогачёвском районе Гомельской, Витебском, Оршанском и Чашникском районах Витебской области, но по ряду причин выбор был сделан в пользу новой площадки на берегу озера Селява в Крупском районе Минской области.
В 1983 году в Руденске, недалеко от Минска, началось строительство Минской АТЭЦ: союзные власти рекомендовали расширять именно её, а Белорусскую АЭС строить позже. В 1988 году, после аварии на Чернобыльской АЭС, от строительства АЭС отказались под давлением общественности. На площадке же в Руденске была возведена Минская ТЭЦ-5.
Вопрос о строительстве в Беларуси АЭС прорабатывался и в начале 1990-х годов. Национальной академией наук было определено более 70 потенциальных площадок для размещения станции. В дальнейшем многие площадки отсеялись по различным причинам. В результате, когда в 2006 году к вопросу о строительстве АЭС вернулись, было определено 4 возможных варианта размещения станции:
- Краснополянская площадка (53°34′56″ с. ш. 30°42′28″ в. д.HGЯO)[17]
- Кукшиновская площадка (54°19′45″ с. ш. 30°45′17″ в. д.HGЯO)[18]
- Верхнедвинская площадка (в качестве резервной).
- Островецкая площадка (также вначале рассматривалась в качестве резервной) (54°45′25″ с. ш. 26°05′34″ в. д.HGЯO)[19]

В декабре 2008 года в качестве места строительства определена Островецкая площадка.
Участвовать в строительстве, кроме России, были готовы ряд стран (Франция, США, Китай, Чехия и др.) Белорусской стороной было сделано предложение Китаю и США поучаствовать в строительстве АЭС. При этом посол России в Белоруссии А. Суриков озвучил следующую позицию: «Участие американцев в строительстве АЭС я исключаю по политическим мотивам. Если к финансированию строительства АЭС подключится Китай, у меня есть сомнения, что Россия будет участвовать в реализации проекта».
15 марта 2011 года, в ходе визита премьер-министра России В. Путина в Минск, было объявлено о подписании соглашения о сотрудничестве в строительстве АЭС, были даны гарантии кредитования.
Предполагалось, что проект Белорусской АЭС может оказаться невыгоден России, так как Польша, Литва, Беларусь и Калининградская область имели планы построить в ближайшие годы атомные станции (к 2016 году российская сторона предполагала ввести в эксплуатацию Балтийскую АЭС под Калининградом (отчасти будет конкурировать в экспорте электроэнергии), но в 2013 году строительство Балтийской АЭС было приостановлено, однако позже С. Кириенко заявил, что проект будет реализован с переносом срока сдачи в эксплуатацию (на 2019 год — подобные разговоры уже не велись); проект Висагинской АЭС также заморожен). Тем не менее, 11 октября 2011 года ЗАО «Атомстройэкспорт» и ГУ «Дирекция строительства атомной электростанции» (Беларусь) подписали контрактное соглашение по сооружению энергоблоков № 1 и № 2 АЭС на Островецкой площадке в Гродненской области.
При экономическом обосновании строительства АЭС ожидалось, что электропотребление в Беларуси к 2020 году значительно вырастет и достигнет 47 млрд кВт⋅ч, но к 2016 году этот прогноз был пересмотрен до 39,9 млрд кВт⋅ч, что создало потребность в дополнительной балансировке электрических мощностей (поиск возможностей экспорта, увеличение потребления электроэнергии для отопления и горячего водоснабжения, расширение использования электротранспорта). По прогнозу Министерства энергетики от 2021 года, к концу 2025 года потребление электроэнергии в Беларуси вырастет и составит около 44 млрд кВт⋅ч, а к 2030 году достигнет 47 млрд кВт⋅ч.
Нормы
- Закон «О радиационной безопасности населения Республики Беларусь» определяет основы правового регулирования в области обеспечения радиационной безопасности населения. Направлен на создание условий, обеспечивающих охрану жизни и здоровья людей от вредного воздействия ионизирующего излучения[28].
- Постановлением Совета Министров Республики Беларусь от 22.03.2018 № 211 утверждён план защитных мероприятий при радиационной аварии на Белорусской атомной электростанции (внешний аварийный план). Планом чётко определена организация первоочередных защитных мероприятий по защите населения и территорий, в том числе определены задачи государственных органов, облисполкомов, Минского горисполкома, организаций по защите населения и территорий, обеспечению действий сил ГСЧС при возникновении радиационных аварий[29].

### Стоимость проекта

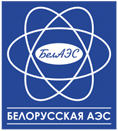
Логотип

Общая стоимость строительства оценивалась приблизительно в 9 млрд долларов: 6 млрд на строительство энергоблоков и 3 млрд на создание инфраструктуры: жилого городка для работников АЭС, подъездных железнодорожных путей, линий электропередачи и прочее.
Предполагаемый срок окупаемости — 15—20 лет.
Финансирование
В связи с отсутствием достаточных финансов на строительство АЭС у белорусской стороны, предполагалось получение кредита у России в размере 6 млрд долл. Позднее, в 2009 году, Беларусь запросила кредит в 9 млрд долл. — дополнительные 3 млрд долл. необходимы для строительства инфраструктуры; причём все средства — свободными деньгами. Российская сторона выразила сомнения в возможности Беларуси обслуживать кредит, а также в целевом расходовании средств на строительство АЭС, а не на поддержание экономики Беларуси. В связи с этим российской стороной было внесено предложение о необходимости создания из станции совместного предприятия, но белорусская сторона с этим предложением не согласилась.
25 ноября 2011 года было заключено соглашение между Правительством Республики Беларусь и Правительством Российской Федерации о строительстве Белорусской АЭС, согласно которому Россия обязалась предоставить Беларуси кредит на сумму 10 млрд долл.; генеральным проектировщиком и подрядчиком выступит «группа компаний ASE», оборудование предполагается закупать на открытых торгах. Кредит России составил 90 % от суммы строительства АЭС, остальные 10 % предоставляет Беларусь. Погашение кредита начнётся через полгода после ввода АЭС в эксплуатацию (но не позже 1 апреля 2021 года) и будет вестись в долларах до 2035 года равными долями каждые полгода. На половину использованной части кредита начисляется 5,23 % годовых, на вторую — плавающая ставка LIBOR (около 1 % или меньше) + 1,83 % годовых. Ежегодные платежи по этому кредиту в 2021—2035 годах оцениваются в 1 млрд долларов.
В апреле 2019 года начаты переговоры об увеличении срока кредита с 25 до 35 лет (с момента сдачи строительства АЭС) и уменьшении процентной ставки. В марте 2021 года в России был ратифицирован закон об изменении соглашения о кредите на строительство БелАЭС. Был продлён период использования кредита на 2 года (до конца 2022 года) с переносом даты начала погашения основного долга по кредиту с 1 апреля 2021 года на 1 апреля 2023 года; замена действующей смешанной процентной ставки по кредиту на фиксированную процентную ставку в размере 3,3 % годовых.
Во время ратификации официальный представитель правительства РФ, заместитель министра финансов Тимур Максимов сообщил, что по состоянию на 1 марта 2021 года из 10 млрд долларов, предусмотренных на строительство БелАЭС, использовано средств кредита на сумму 4,7 млрд долларов. По его словам, общая ориентировочная стоимость строительства составит порядка 6 млрд долларов.

### Ход строительства
2 ноября 2013 года президент страны А. Лукашенко подписал указ № 499 «О сооружении Белорусской атомной электростанции», который позволяет генеральному подрядчику, российскому ЗАО «Атомстройэкспорт», начать сооружение Белорусской АЭС.

#### Первый энергоблок
Работы по выемке грунта начались в конце 2011 года.
26 декабря 2015 года на станцию доставлен корпус реактора первого энергоблока; 27 января 2016 года начат его монтаж.

Ход строительства
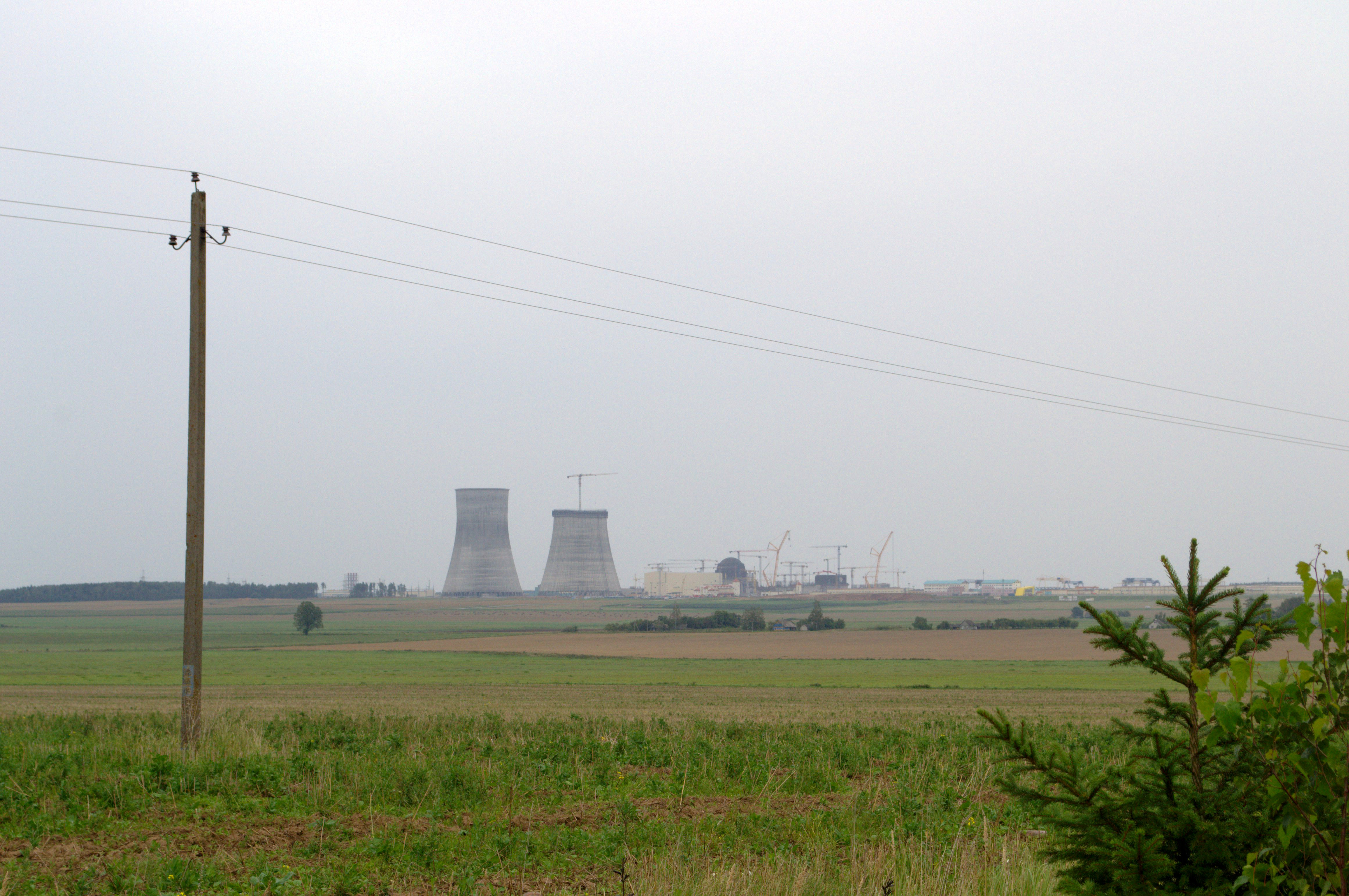
август 2016 года
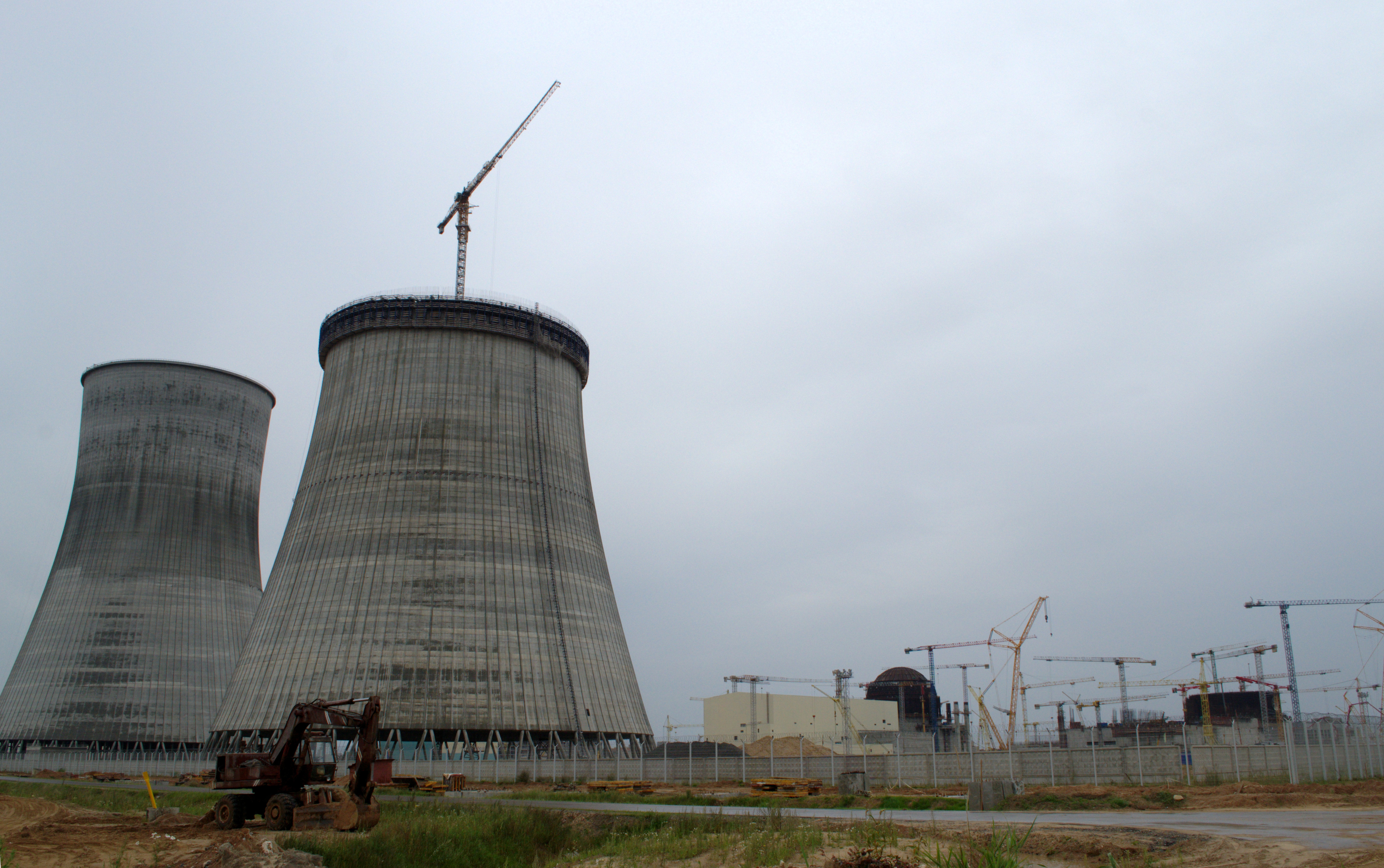
август 2016 года
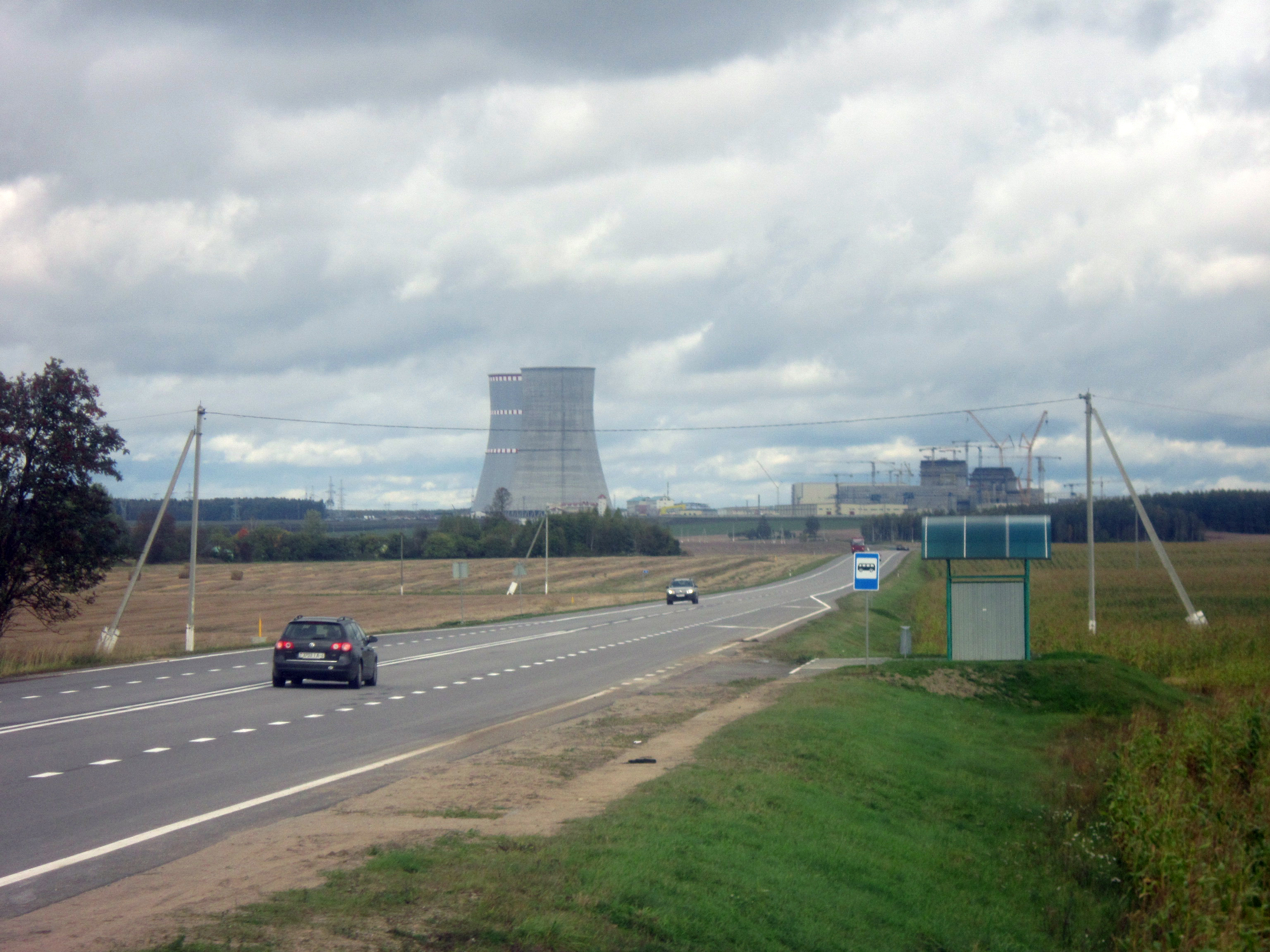
октябрь 2017 года

11 декабря 2017 на первом энергоблоке начат этап пролива активных и пассивных систем безопасности на открытый реактор. 15 июня 2018 на первом энергоблоке в рамках подготовки систем и оборудования реакторного отделения к холодно-горячей обкатке завершился монтаж системы преднапряжения защитной оболочки. 29 октября 2018 по завершении этапа пролива активных и пассивных систем безопасности на открытый реактор в рамках проводимых пусконаладочных работ началась сборка реактора первого энергоблока. 5 апреля 2019 стартовал первый этап предпусковых наладочных работ перед загрузкой топлива в первый энергоблок. 1 сентября 2019 на первом энергоблоке выполнены гидравлические испытания систем и оборудования первого контура на плотность и прочность. 1 ноября 2019 года на 1-м энергоблоке завершились испытания герметичного ограждения здания реактора на плотность и прочность. 11 декабря 2019 года на 1-м энергоблоке началась горячая обкатка реакторной установки. 15 апреля 2020 года на 1-м энергоблоке завершилась горячая обкатка реакторной установки.
6 мая 2020 года на площадку 1-го энергоблока доставлена первая партия ядерного топлива. 7 августа 2020 года на 1-м энергоблоке началась загрузка ядерного топлива. 11 октября 2020 года реактор 1-го энергоблока выведен на минимально контролируемый уровень мощности.
3 ноября 2020 первый энергоблок был подключён к сети. 7 ноября с участием Александра Лукашенко прошла церемония его запуска.
8 ноября 2020 года произошла поломка итальянских измерительных трансформаторов, вследствие чего первый энергоблок был отключён. 19 ноября его работа была возобновлена.
21 декабря были завершены испытания, связанные с энергетическим пуском первого блока. 22 декабря он введён в опытно-промышленную эксплуатацию.
12 января 2021 года первый энергоблок БелАЭС выведен на 100 % мощности, 16 января отключён от сети после срабатывания системы защиты и 21 января снова был подключён в сеть.
2 июня 2021 года первый блок введён в промышленную эксплуатацию, 10 июня был подписан акт приёмки в эксплуатацию его пускового комплекса.
12 июля 2021 года на первом энергоблоке сработала автоматическая защита генератора. Блок отключён от сети, проводилась диагностика технологических систем и узлов турбогенератора. 4 октября в 18:20 энергоблок был снова включён в сеть.
В декабре 2021 года журналисты-расследователи со ссылкой на Киберпартизан заявили о получении документов, где были выявлены 18 тысяч недостатков первого энергоблока (на ноябрь 2021 года пять тысяч из них не были ликвидированы, а в декабре того же года обновлённый список содержал три тысячи замечаний).

#### Второй энергоблок
К концу мая 2014 года вырыт котлован и начаты работы по возведению фундамента здания энергоблока № 2.
2 декабря 2017 года установлен в проектное положение корпус реактора на втором энергоблоке. 29 декабря 2017 года на 2-м энергоблоке приступили к установке на штатное место первого парогенератора. 3 апреля 2018 года на 2-м энергоблоке завершено бетонирование купола внутренней защитной оболочки. Дан старт монтажу системы преднапряжения защитной оболочки. 13 апреля 2018 года на 2-м энергоблоке началась сварка главного циркуляционного трубопровода; 22 июня — завершена.
17 июня 2020 года на 2-м энергоблоке начался этап пролива активных и пассивных систем безопасности на открытый реактор. Этот этап предшествует гидравлическим испытаниям реакторной установки.
В марте 2021 года была завершена сборка реактора для обеспечения проведения этапа холодно-горячей обкатки. Процесс сборки включал установку внутрикорпусных элементов, загрузку в реактор имитаторов тепловыделяющих сборок, установку блока защитных труб и верхнего блока — крышки реактора. В начале июня завершены гидроиспытания первого и второго контуров. Следующим этапом стала горячая обкатка.
4 октября 2021 года на втором энергоблоке успешно завершился этап «горячей» обкатки реакторной установки.
До конца 2021 года планируется загрузка свежего ядерного топлива в активную зону реакторной установки второго энергоблока. Топливо было доставлено в апреле, прошло входной контроль. Ввод энергоблока в эксплуатацию планировался на 2022 год.
22 декабря 2021 года была начата загрузка ядерного топлива в реактор второго энергоблока. 27 декабря было объявлено о завершении процесса загрузки.
26 апреля 2022 года проведён физический пуск реактора второго энергоблока.
13 мая 2023 года второй энергоблок включён в единую энергосистему Беларуси.
29 сентября 2023 года состоялся процесс вывода второго энергоблока на номинальную мощность в 100% в рамках завершающего этапа опытно-промышленной эксплуатации.
1 ноября 2023 года приемочная комиссия под председательством Заместителя Премьер-министра Петра Пархомчика подписала акт приемки в эксплуатацию.

### Ядерные материалы
8 ноября министр энергетики Беларуси Виктор Каранкевич и генеральный директор госкорпорации «Росатом» Алексей Лихачев подписали межправительственное соглашение о сотрудничестве в области перевозки ядерных материалов. Соглашение определяет порядок перевозки ядерных материалов между странами.

#### Меры по интеграции атомной станции в энергосистему страны
По заявлению министра энергетики Республики Беларусь В. Каранкевича электроэнергия с БелАЭС поступает во все регионы страны благодаря тому, что было построено около 1600 км высоковольтных электросетей, модернизированы четыре системообразующие электрические подстанции, введена в эксплуатацию подстанция 330 кВ «Поставы», на 20 энергообъектах введены в действие современные электрокотлы суммарной мощностью 916 МВт.

### Происшествия
В начале мая 2016 в ряде СМИ появилась информации о якобы произошедшем обрушении строительных конструкций на строящейся АЭС. МИД Белоруссии в свою очередь заявило, что литовской стороне была передана официальная информация об отсутствии каких-либо инцидентов за всё время ведения работ на объекте.
По состоянию на октябрь 2016 года, за время строительства БелАЭС на стройплощадке произошло 10 несчастных случаев, 3 из них закончились смертельным исходом.
16 июля 2018 года на площадке строительства при падении с высоты погиб ещё один монтажник.
8 апреля 2020 года 15 сотрудников, прибывших из России на АЭС в г. Островец, госпитализированы с коронавирусом; впоследствии со стройки, из-за контактов с носителями вируса, были госпитализированы 100 человек.

#### Повреждение корпуса реактора первого энергоблока 10 июля 2016 года
25 июля 2016 года гражданский активист Николай Уласевич со ссылкой на анонимных очевидцев сообщил об инциденте, случившемся 10 июля на площадке Белорусской АЭС. По его информации, 11 июля планировалось провести установку корпуса реактора первого энергоблока в присутствии журналистов, включая телевидение, и во время репетиции (10 июля) корпус реактора упал с высоты от 2 до 4 метров, после чего место происшествия было оцеплено, а приезд журналистов отменён. Информацию распространили независимые издания Беларуси.
26 июля «Атомстройэкспорт», генеральный подрядчик строительства, отверг распространившиеся сообщения. Однако в тот же день инцидент подтвердило Министерство энергетики Республики Беларусь (ранее оно воздерживалось от комментариев, ссылаясь на необходимость перепроверки фактов). По информации министерства, «нештатная ситуация произошла на площадке хранения корпуса реактора при проведении такелажных работ по его перемещению в горизонтальной плоскости».
Инцидент вызвал острую реакцию в Литве, и по этому вопросу высказались президент Даля Грибаускайте и министр энергетики Рокас Масюлис. 28 июля МИД Литвы направил временному поверенному Беларуси в Литве ноту с просьбой обнародовать детали случившегося.
1 августа стало известно, что монтаж корпуса реактора приостановлен. В тот же день представитель ОКБ «Гидропресс» — главного конструктора реактора — сообщил, что математическое моделирование падения корпуса реактора показало «отсутствие значимых повреждений». Тогда же было опубликовано и интервью первого заместителя генерального директора «Росатома» Александра Локшина, который заявил, что «технических препятствий для использования корпуса не существует». Он также сообщил подробности случившегося. По его словам, в ночь с 9 на 10 июля субподрядчик отклонился от инструкции при перемещении корпуса реактора. На высоте примерно 4 метра подъёмный кран сломался, оставив корпус реактора подвешенным. При этом ошибки в расчётах привели к тому, что груз стал наклоняться, проскользнул по стропам и столкнулся с землёй, находясь в диагональном положении вместо ожидаемого горизонтального. Представитель «Росатома» также настаивал на том, что использование термина «падение» некорректно из-за очень небольшой скорости движения корпуса. Повреждения корпуса он охарактеризовал следующим образом: «Максимум о чём можно говорить — о стёршейся на корпусе заводской краске из-за трения металлических строп». В подтверждение своих слов он сослался на расчёты и показания приборов, которые указывают на то, что нагрузка на корпус оказалась «многократно меньшей допустимой». Физик-ядерщик, активист антиядерного движения Андрей Ожаровский, напротив, указал на огромную массу корпуса реактора (334 тонны), из-за которой прочность металла и сварных швов могла ухудшиться и при небольшом столкновении объекта с землёй. Доктор технических наук Георгий Лепин обратил внимание на недопустимость любых отклонений от правил транспортировки и установки корпуса реактора, поскольку из-за постоянного воздействия потоков нейтронов работающего реактора даже микродефекты будут лишь усугубляться при эксплуатации. Кандидат технических наук Юрий Воронежцев также заявил о негативном влиянии действующего реактора на самые мелкие дефекты металла и многочисленных сварных швов. Он отметил и другой источник опасений — возможную нехватку опыта у изготовителя: по его словам, для завода «Атоммаш» это был первый изготовленный реактор за 30 лет.
Хотя представитель «Росатома» упомянул о постоянной видеосъёмке процесса погрузки и падения корпуса реактора, эти материалы не были опубликованы. Работница строительства Белорусской АЭС сообщила газете «Наша Ніва» о том, что инцидент произошёл примерно в 01:30 10 июля, а случившемуся предшествовали перебои со светом и несовпадение результатов замера длины строп с контрольными. Также она рассказала со ссылкой на непосредственных очевидцев инцидента, что это было не лёгкое касание земли, как утверждал представитель «Росатома», а падение, сопровождавшееся сильным грохотом.
11 августа министр энергетики РФ В. Потупчик сообщил о том, что корпус реактора будет заменён, с чем согласился «Росатом». 12 августа Госатомнадзор МЧС РБ подтвердил необходимость замены корпуса реактора из-за невозможности гарантировать расчётный срок службы. Замена ключевого оборудования задержит ввод АЭС в эксплуатацию, но по состоянию на 27 августа 2016 года новые сроки монтажа и пуска реактора не названы. «Росатом» предложил установить на первый энергоблок Белорусской АЭС оборудование, которое должно было быть поставлено на второй энергоблок. Однако поскольку оно ещё не готово, запуск электростанции может задержаться примерно на два года. Анонимный источник агентства «Интерфакс» предположил, что «Росатом» может передать в Беларусь корпус реактора, изначально предназначавшийся для Ленинградской АЭС-2, который находится в большей готовности, из-за чего задержка пуска Белорусской АЭС может составить лишь 10—12 месяцев.
В дальнейшем корпус первого реактора, заменить который попросила белорусская сторона, может быть использован для других проектов: «Он может быть использован на нашей площадке, например, на Ленинградской АЭС. Мы пока ещё судьбу этого корпуса детально не обсуждали, но мы сооружаем так много новых блоков по подобным проектам, что точно применение ему найдём», — заявил Локшин в сентябре 2016 года.

## Технические параметры
Запланировано, что на станции будет два энергоблока с реакторами типа ВВЭР-1200 (В-491) мощностью до 1200 МВт каждый. Проектируемая мощность АЭС составляет 2400 МВт.

### Энергоблоки
| Энергоблок | Тип реакторов | Мощность | Мощность | Начало строительства | Подключение к сети | Ввод в эксплуатацию | Закрытие |
| Энергоблок | Тип реакторов | Чистый   | Брутто   | Начало строительства | Подключение к сети | Ввод в эксплуатацию | Закрытие |
| ---------- | ------------- | -------- | -------- | -------------------- | ------------------ | ------------------- | -------- |
| Беларусь-1 | ВВЭР-1200/491 | 1110 МВт | 1194 МВт | 06.11.2013           | 03.11.2020         | 10.06.2021          | —        |
| Беларусь-2 | ВВЭР-1200/491 | 1110 МВт | 1194 МВт | 03.06.2014           | 13.05.2023         | 01.11.2023          | —        |

### Топливо
Свежее
В качестве топлива будут использованы стандартные тепловыделяющие сборки производства АО «ТВЭЛ», с обогащением 3,8—4,5 %, профилированные гадолинием. Топливная кампания составит 5—6 лет, после чего топливо будет храниться в бассейне выдержки на АЭС примерно 5—10 лет, до снижения остаточного тепловыделения до приемлемого уровня. Затем топливо будет погружено в транспортно-упаковочные контейнеры и вывезено на предприятия АО «ТВЭЛ» для переработки в новое топливо.
Отработавшее
Межправительственным соглашением Беларуси и России предусмотрена гарантия поставки топлива в течение всего срока эксплуатации АЭС и возврат отработавшего топлива (российского производства; отработавшее топливо от других поставщиков не забирается), с последующим возвратом продуктов переработки.

## Эксплуатация
В феврале 2021 года станцией был выработан первый млрд кВт⋅ч.
С 12 июля по 4 октября первый энергоблок был отключен из-за срабатывания защиты и необходимости замены элемента возбудителя турбогенератора. После завершения ремонта  первый энергоблок был вновь включён в сеть, а 12 октября вышел на свою мощность — 1170 МВт.
27 октября 2021 года министр энергетики Республики Беларусь В. Каранкевич отметил, что с момента включения в объединённую энергосистему 3 ноября 2020 года первый энергоблок БелАЭС выработал 4,3 млрд кВт⋅ч электроэнергии, что позволило заместить 1,2 млрд м3 природного газа.
В октябре 2021 года один энергоблок ежедневно вырабатывал 28 млн кВт⋅ч, что составляло 25 % от общего объёма производства электрической энергии в стране.
17 ноября первый энергоблок был отключён под действием автоматики, после этого был прекращен экспорт электроэнергии на Украину.
26 апреля 2022 года первый энергоблок остановлен для планового ремонта и первой частичной перегрузки ядерного топлива. Ремонт был закончен 22 августа 2022 года.
Апрель 2024 года. С момента включения в объединенную энергосистему первого энергоблока (3 ноября 2020 года) Белорусская атомная станция выработала 30 млрд. кВтч электроэнергии, что позволило заместить около 8 млрд. куб.м. природного газа. В настоящее время станция работает двумя блоками на полной мощности. Она обеспечивает удовлетворение возрастающего спроса на электроэнергию реальным сектором экономики и населением. За январь-апрель 2024 года объем потребления электроэнергии в целом по стране вырос на 9,7 % по сравнению с аналогичным периодом 2023 года и составил 15,3 млрд. кВтч.
26 июля 2024 года второй энергоблок БелАЭС был выведен в первый планово-предупредительный ремонт. Важной частью предстоящих работ станет замена отработавшего ядерного топлива на свежее — в активную зону реактора будет перезагружено около 25 % тепловыделяющих сборок с ядерным топливом.
26 февраля 2025 года - Белорусская АЭС выработала с момента включения 40 млрд. кВтч электроэнергии. Это позволило заместить более 10 млрд. куб м. природного газа, значительно снизить валютную нагрузку на экономику, а также сократить выбросы парниковых газов  в атмосферу более чем на 14 млн. тонн.  Станция обеспечивает около 40% потребностей страны в электроэнергии и вносит значимый вклад в обеспечение энергетической безопасности Республики Беларусь. За 2024 год БелАЭС выработано 15,7 млрд. кВтч электроэнергии, это на треть больше, чем за 2023 год. Также электропотребление в Беларуси в 2024 году достигло 43 млрд кВт⋅ч

### Политико-экономические аспекты
Беларусь потребляет около 36—37 млрд кВт·ч электроэнергии в год, на 95 % эта энергия вырабатывается из российского газа. После запуска БелАЭС на ней будет вырабатываться дополнительно 18 млрд кВт·ч электроэнергии. Строительство АЭС должно снизить потребление Беларусью газа на 5 млрд м³ в год (до запуска АЭС — 18 млрд м³), а выбросы парниковых газов в атмосферу — на 7—10 млн тонн ежегодно. Однако снижения стоимости электроэнергии для населения Беларуси не произойдёт.
Министр энергетики Беларуси Виктор Каранкевич заявил: «Белорусская атомная станция строится в рамках диверсификации топливно-энергетических ресурсов и поставщиков. Беларусь нацелена в полном объёме обеспечить себя собственными энергоресурсами. С учётом строительства атомной станции экспортный потенциал значительно возрастёт. Это даст возможность поставок электроэнергии на различные рынки».
В октябре 2023 года президент Беларуси Александр Лукашенко рассказал, что от России была потребована компенсация за сдвиг сроков ввода станции. Одним из вариантов может стать поставка свежего топлива по внутрироссийским ценам. Также он заявил о «шальной мысли» построить ещё одну АЭС — на востоке страны.

### Экспорт электроэнергии
Литва, после остановки в 2009 году Игналинской АЭС, из нетто-экспортёра превратилась в нетто-импортёра электроэнергии, закупая её у Беларуси, Польши и (через подводные энергомосты) у скандинавских стран. Потребность Литвы в импорте составляет около 8 млрд кВт·ч, то есть около 45 % от будущей годовой генерации Островецкой АЭС. Беларуси было бы выгодно экспортировать часть электроэнергии в Евросоюз, где стоимость электроэнергии довольно высока, особенно после остановки АЭС в Германии.
Литва ещё с 2016 года собиралась блокировать импорт электроэнергии из Беларуси и пыталась договориться о недопуске электроэнергии с БелАЭС с Латвией, Эстонией, Польшей и Финляндией, но эту инициативу тогда поддержала только Польша.
Согласно сообщению министра энергетики Беларуси Владимира Потупчика, «экспорт электроэнергии в Литву в 2017 году составил 146,5 млн кВт·ч, а только в 1 квартале 2018 года — уже 381,9 млн кВт·ч», поэтому в Минске тогда считали абсурдными заявления литовской стороны о бойкоте поставок электроэнергии с Белорусской АЭС.
К 2025 году страны Балтии планируют отключиться от энергетического кольца с Россией и Белоруссией, так называемого БРЭЛЛ.
Формально Литва прекратила коммерческий импорт электроэнергии из Беларуси с ноября 2020 года, когда БелАЭС начала вырабатывать электричество. Однако с запуском станции страна не смогла отказаться от белорусского электричества из-за его дефицита в Литве, закупки продолжаются через посредников.
Как заявил 5 февраля 2021 года глава Минэнерго республики Дайнюс Крейвис, за последние 10 суток через литовско-белорусскую перемычку поступило 154 млн кВт⋅ч, из них 50 % или 77 млн кВт⋅ч — это электроэнергия, полученная на БелАЭС, а ещё 50 % — электричество из России. Чиновник рассказал на заседании Комитета национальной безопасности и обороны Сейма Литвы, что энергию Вильнюс по бумагам покупает на латвийской бирже, однако границу с Латвией электричество не пересекает, а напрямую поступает из Беларуси. Он отметил, что власти уже потратили 4 млн евро за полученное электричество из Беларуси, а за год заплатят Минску 120 миллионов евро. Крейвис убежден, что полученные деньги белорусское руководство потратит на постройку второго и третьего энергоблоков, и получится, что Литва сама профинансирует объект.
13 сентября литовский регулятор единогласно одобрил план Литвы по снижению максимальной пропускной способности электросетей, ведущих из Беларуси в Литву. По факту 19 октября, после выхода первого энергоблока из ремонта, перетоки из Беларуси в Литву кратно возросли и достигли максимума за полгода.
14 октября 2024 года завершён плановый ремонт энергоблока №2.

## Социально-политические последствия

### Реакция белорусской общественности
26 апреля в Минске проходит ежегодная акция «Чернобыльский шлях», в 2008 году в ней приняло участие около двух тысяч человек. Участники акции развернули растяжки «Атомная энергия — это тупик» и «Мы против ядерного реактора» и скандировали лозунг «Атом мирным не бывает!». Шествие прошло по ставшему традиционным маршруту от Академии наук до площади Бангалор.
26 апреля 2009 года акция в Минске началась у Академии наук. Там перед тысячью митингующих выступали лидеры оппозиции, они вспоминали жертв Чернобыльской катастрофы, говорили о том, что власти скрывают последствия аварии, выступали против строительства АЭС в Белоруссии. Демонстранты держали в руках транспаранты: «Мы против ядерного реактора», «Альтернатива есть», «Нет заводу ядохимикатов в 25 км от Минска» и прочие плакаты.  У Чернобыльской часовни 400 человек провели траурный митинг. Участники митинга помолились за всех жертв Чернобыля и тех, кто живёт на загрязнённых территориях. Акция завершилась исполнением гимна «Магутны Божа» и прошла без задержаний.
26 апреля 2011 года 500 человек собралось в парке Дружбы народов. В ходе митинга его участники приняли три резолюции. Третья резолюция касалась недопущения строительства АЭС в Беларуси. Митинг завершился молитвой у Чернобыльской часовни. В мае вышло открытое письмо Минприроды Беларуси с разъяснением позиции ведомства.
26 апреля 2012 года митингующие собрались у Академии наук, колонна начала движение до площади Бангалор. По пути на митингующих напали неизвестные, сломали древки двух флагов, которые принесли ЛГБТ-активисты, и попросили представителей секс-меньшинств перейти из середины колонны в её хвост. В парке Дружбы народов состоялся митинг, после чего участники акции возложили цветы к Чернобыльской часовне. «Чернобыльский шлях-2012» прошёл под знаком требования отмены строительства Островецкой АЭС и освобождения политзаключённых. После акции было задержано 40 человек.
26 апреля 2016 года в Минске прошёл очередной митинг — вечером митингующие собрались возле кинотеатра «Октябрь», откуда они шли к площади Бангалор. Протестующие скандировали: «Жыве Беларусь!», «Не — АЭС у Беларусі!» и «Атом мирным не бывает», несли плакаты с надписями против строительства Белорусской АЭС. У места проведения митинга — чернобыльской каплицы, сотрудники ОМОНа досматривали приходящих; большинство участников акции отказалось проходить досмотр, митинг закончился у милицейских пунктов пропуска.

### Позиция соседних стран
В официальном отчёте о воздействии Белорусской АЭС на окружающую среду утверждается, что река Вилия будет главным источником обеспечения электростанции водой. Критики AЭС считают, что это окажет отрицательное воздействие на реку Вилия, протекающую через столицу Литвы город Вильнюс.
В соответствии с Конвенцией об оценке воздействия на окружающую среду в трансграничном контексте, Белоруссия должна была предоставить общественности затрагиваемых стран (Украина) возможность принять участие в процедурах оценки воздействия АЭС на окружающую среду и провести соответствующие консультации.
Комитет по осуществлению Конвенции Эспо до конца августа 2010 года продлил расследование вопроса о выполнении Белоруссией своих международных обязанностей в процессе планирования строительства АЭС. Документ, подписанный ещё в 1991 году, обязывает при строительстве опасных объектов учитывать мнение как собственной общественности, так и стран-соседок.
7 мая 2010 года Министерство окружающей среды Литвы распространило официальную позицию по отношению к Белорусской АЭС; позиция Минприроды Литвы: «Требования международной конвенции Эспоо не соблюдены».
По словам премьер-министра Литовской республики Андрюса Кубилюса, не завершены исследования воздействия на окружающую среду обеих запланированных АЭС в Белоруссии и Калининградской области, Литва будет бороться против атомных электростанций через Европейский союз и ОБСЕ. Предложение Литвы (провести испытания на надёжность всех находящихся в Европейском союзе и за его пределами атомных электростанций) было одобрено Европейским советом
11 мая 2010 года на слушаниях в Вене представители общественности, министерств и федеральных земель Австрии высказались против строительства АЭС в Республике Беларусь. Герхард Лойдль (представитель экологической службы правительства Верхней Австрии):

Информация, представленная на слушаниях официальной белорусской делегацией, бездоказательна. Не доказано, что проект «АЭС-2006» можно отнести к «поколению 3+». Влияние АЭС на окружающую среду анализируется не полностью. Нет никакой ясности в вопросах обращения с отходами и с хранением ОЯТ. Неясно, что произойдёт в случае падения на защитный корпус реактора пассажирского самолёта. Возможности использования возобновляемых источников энергии оценены неправильно, нет ясности со сценариями наиболее тяжёлых аварий. Наш вывод: проект не готов. Просим приостановить его реализацию.

В своё время аналогичные протесты со стороны австрийских экологов были относительно завершения строительства возводимой по российскому проекту АЭС Темелин в Чехии, однако станция была успешно запущена в 2002 году, несмотря на недовольство австрийского руководства и экологов.
16 августа 2012 года спикер литовского Сейма Ирена Дягутене заявила, что подняла вопрос перед спикерами парламентов стран Прибалтики и Северных стран о необходимости ограничения покупок электроэнергии с Балтийской и Белорусской АЭС.
2016
Президент Литвы Д. Грибаускайте назвала вызовом для ЕС крупные индустриальные проекты у его границ: «Литва требует, чтобы весь Евросоюз поддержал её борьбу с Белорусской АЭС».
2017
В январе Литва назначила спецпосла (специальный представитель) по вопросам БелАЭС.
15 июня в Сейме принят закон «О признании небезопасной атомной электростанции в Островецком районе Республики Беларусь, которая представляет угрозу для национальной безопасности, окружающей среды и здоровья населения Литовской Республики».
В сентябре Сигитас Римкявмчюс, глава Института энергетики Литвы (ИЭЛ), эксперты которого консультируют Белоруссию, строящую БелАЭС, заявил, что участие литовских учёных в проекте было согласовано с МИД. Дарюс Дягутис, сотрудник МИД и специальный представитель Литвы по вопросам БелАЭС, сказал, что ему ничего неизвестно об участии литовских учёных в проекте Евросоюза (в рамках программы Еврокомиссии «Инструмент ядерной безопасности»), и резко заявил, что это афронт, который понять сложно: «Позиция Литвы вполне чёткая. Строительство АЭС должно быть незамедлительно прекращено».
2019
Весной 2019 года литовский премьер-министр С. Сквернялис призвал превратить строящуюся БелАЭС в электростанцию, работающую на газе. Белоруссия отклонила данное предложение.
2020
13 марта представители партии «Союз Отечества — Христианские демократы Литвы» (СО-ХДЛ) зарегистрировали в сейме резолюцию с требованием к Евросоюзу ввести санкции в отношении «Росатома» и других компаний, участвующих в строительстве Белорусской АЭС.
В мае 2020 замминистра здравоохранения Литвы Альгирдас Шешельгис сообщил о закупке 4 млн иодсодержащих таблеток на случай аварии на Островецкой АЭС — если произойдет ЧП, то в первую очередь лекарство получит население, проживающее вблизи атомной станции.
11 февраля Европарламент принял резолюцию, требующую приостановить запуск Белорусской АЭС в Островце из-за опасений, связанных с её безопасностью. Как сообщила еврокомиссар по энергетике Кадри Симсон, эксперты Евросоюза завершили визит на АЭС и подготовят отчёт по результатам стресс-тестов к началу марта. В принятой резолюции Европарламент в частности критикует «поспешный ввод Островецкой АЭС в эксплуатацию и отсутствие прозрачности и официальной информации относительно частых аварийных остановок реактора и отказа оборудования». Кроме того, в документе, который носит рекомендательный характер, депутаты призывают Еврокомиссию тесно сотрудничать с белорусскими властями, чтобы отложить запуск станции до тех пор, пока все рекомендации ЕС по стресс-тестам не будут полностью выполнены и не будут приняты все необходимые меры безопасности.
2021
25 апреля неизвестные взломали сайт Белорусской атомной электростанции и оставили сообщение с призывом остановить её эксплуатацию. Авторы назвали себя работниками АЭС и рассказывали о том, что на протяжении всей стройки на объекте происходили аварии и поломки, большинство из которых удавалось скрыть от СМИ. По заверению авторов, «До сих пор системы не настроены до конца, это вызывает постоянные неполадки оборудования. Ремонтные работы происходят в небезопасных условиях. Из-за этого рабочие постоянно травмируются, имеют место летальные случаи». Министерство энергетики страны в своем официальном Telegram-канале назвало публикацию недостоверной.

### Критика
Основой для критики Белорусской АЭС является её местоположение. В мае 2013 года МАГАТЭ, после аварии на АЭС Фукусима-1, принимая во внимание последствия данной аварии, приняло рекомендацию не строить АЭС в пределах 100 километров от крупных населенных пунктов, а Белорусская АЭС находится в 40 км от города Вильнюса, столицы Литвы. Тем самым постройка Белорусской АЭС нарушила одно из ключевых требований ядерной безопасности МАГАТЭ. Литовские эксперты считают, что в случае крупномасштабной аварии на Белорусской АЭС её негативные последствия затронут столицу Литвы Вильнюс и 1/3 всего населения Литвы.

### Миссии МАГАТЭ
С 2010 года в Беларуси регулярно проходят миссии МАГАТЭ, в ходе которых группы экспертов, возглавляемые сотрудниками МАГАТЭ, сравнивают существующую на объектах рабочую практику с нормами МАГАТЭ. На основании проведённой оценки разрабатывается отчёт, содержащий описание положительной практики эксплуатации (признаваемой таким образом на международном уровне), а также предложения и рекомендации.
- EPREV в Беларуси — начало 4 октября 2010
- Миссия EduTA в Беларуси — начало 30 мая 2011
- INIR 1, 2 миссии в Беларуси — начало 18 июня 2012
- Миссия IRRS в Беларуси — начало 2 октября 2016
- Миссия SEED в Беларуси — начало 16 января 2017
- EPREV миссия в Беларуси — начало 8 октября 2018
- Pre-OSART миссия в Беларуси — начало 5 августа 2019
- INIR 3 миссия в Беларуси — начало 24 февраля 2020
- IPPAS миссия в Беларуси — начало 27 июня 2021
- ENSREG миссия в Беларуси — начало 31 августа 2021[175]
- Pre-OSART миссия в Беларуси — начало 25 октября 2021 года[176]

Отчёты о результатах проверок опубликованы на сайте МАГАТЭ.